# Recluse (papillon)
Clostera pigra
Espèce
La Recluse ou Hausse-queue brune (Clostera pigra) est un lépidoptère (papillon) appartenant à la famille des Notodontidae.
- Répartition : de l’Europe au Maroc et à l’est de l’Asie.
- Envergure du mâle : de 10 à 14 mm.
- Période de vol : d’avril à août en deux générations.
- Habitat : lieux humides jusqu’à plus de 2 000 m.
- Plantes-hôtes : Salix et Populus.

## Source
- P.C. Rougeot, P. Viette, Guide des papillons nocturnes d'Europe et d'Afrique du Nord, Delachaux et Niestlé, Lausanne 1978.